# Pierre Castro Bamboka Lobendi
 (février 2025).
Pierre Castro Bamboka Lobendi est un homme politique congolais (RDC) né le 10 décembre 1957 à Ibali, dans la province du Mai-Ndombe, en république démocratique du Congo (RDC). Depuis 2024, il est député de la circonscription de Kiri et membre du groupe parlementaire Le peuple d'abord.

## Biographie
Pierre Castro Bamboka Lobendi est né le 10 décembre 1957 à Ibali, dans la province du Mai-Ndombe, en république démocratique du Congo (RDC).
Il est diplômé d'une licence en sciences commerciales et gestion. Tout au long de sa carrière, il a occupé plusieurs postes de direction dans des entreprises internationales, notamment au sein de la City Bank et de Total.

## Carrière politique
Pierre Castro Bamboka Lobendi est député à l'Assemblée nationale entre 2006 et 2011. Il préside le groupe d'amitié France-RDC.
Avant 2022, Pierre Castro Bambolaka est député provincial de la province du Mai-Ndombe.
En mai 2022, il est candidat au poste de gouverneur du Mai-Ndombe. Dans son programme, il met l'accent sur la sécurité (et la luttre contre les kuluna), la réconciliation (entre Moye et Tende), les infrastructures, l'économie et les sports.
En septembre 2023, il saisit le bureau de l'Assemblée provinciale pour procéder à un contrôle approfondi de la gestion de la province, notamment sur l'exécution du budget de l'exercice 2023. Il demande un débat urgent sur l'édit portant budget de l'exercice 2024 et insiste sur la nécessité d'examiner les actes de l'exécutif provincial depuis son investiture en novembre 2022 dans le but d'assurer la transparence et à permettre aux futurs élus de mieux comprendre la gestion des finances publiques.
Pierre Castro est candidat de l'Association des acteurs attachés au peuple (AAAP) lors de l'élection législative de décembre 2023 dans la circonscription de Kiri dans le Mai-Ndombe. Il est élu et siège à la commission « économique, financière et contrôle budgétaire ».